# 克里米亞襲擊 (2022年至今)
自從俄羅斯在2014年吞并克里米亞之後，俄羅斯總統普京曾稱過克里米亞為“聖地”。而俄羅斯聯邦安全會議副主席德米特里·梅德韦杰夫也警告過，任何對該半島進行襲擊的人都會受“審判日”一般的懲罰。
克里米亞半島是俄軍在俄羅斯入侵烏克蘭期間使用的主要基地之一，為他們在赫爾松與扎波羅熱的攻擊帶了不少優勢。
從2022年7月開始，俄佔克里米亞發生了一連串爆炸事件。烏克蘭政府至今都沒有為所有在克里米亞的襲擊承擔責任。

## 武器

### 陸射小直徑炸彈 (GLSDB)
2023年2月3日，美國宣佈為烏克蘭提供陸射小直徑炸彈 (GLSDB) ，能夠與烏方已有的海瑪斯或M270多管火箭系統共用，來讓烏方攻擊更遠的目標。這份援助使烏軍的射擊範圍增多了一倍，由之前的 85 km（53 mi）到之後的 150 km（93 mi）。
根據路透社，烏方擁有 GLSDB 讓俄方在東烏克蘭與克里米亞的補給綫不再安全。烏克蘭軍事分析家亞歷山大·穆瑟文科亦表示，“俄羅斯正在把克里米亞當成一個巨大的軍事基地，為他們的乌克兰南部战役提供補給。如果我們有150公里的襲擊範圍，就會能夠擊到克里米亞的補給綫”。有不少人都推測，烏方會這武器來攻擊占科伊空軍基地，因爲是克里米亞裏的主要補給樞紐之一。

### 暴風影導彈
2023年5月11日，英國宣佈為烏克蘭提供暴风影导弹，而這導彈的射擊範圍為250 km（160 mi）。雖然這沒有美國ATACMS的300公里範圍那麽遠，但仍會能夠從赫爾松，抵達塞瓦斯托波尔海军基地。

## 襲擊事件

### 短期登陸
2023年8月24日，也就是烏克蘭獨立日32周年，乌克兰国防部情报总局宣佈烏方的空軍與海軍成功在塔爾漢庫特半島上進行了兩棲襲擊。他們也聲稱烏方完成了所有目標，俄方承受了損傷，而烏方也在多年後，首次在克里米亞飄揚烏克蘭國旗。

### 克里米亞大橋
2022年10月8日早上6點左右，克里米亞大橋發生爆炸，造成橋上的2條行車綫有部分崩潰，而鐵路橋上的火車也着了火。隨後，其中一條行車綫與鐵路橋重開，也有渡輪提供跨峽服務。普京聲稱這襲擊是兩天後導彈襲擊烏克蘭的原因。
2023年7月17日，克里米亞大橋再次被烏方襲擊，俄方聲稱他們使用了海上無人機。這襲擊造成路橋的一部分受損，但鐵路橋就未有損壞。
2025年6月2日，乌克兰国家安全局从水下炸毁了大桥的桥梁，为大桥第三次被乌方袭击。袭击发生后不久，大桥重新开放。截至当天晚上7点，交通全面恢复正常。

### 塞凡堡海軍基地
2022年7月31日早上，當時正值俄羅斯海軍節，一架載著爆炸裝置的無人機飛往了塞瓦斯托波尔海军基地。這襲擊造成6人受傷，所有節慶被取消。烏方否定任何參與，只指出俄方防空系統的軟弱。
2022年10月29日，烏方使用無人機攻擊了該基地。從網上的影片中，看到塞凡堡上空充滿黑烟與爆炸聲。俄方聲稱共有16架無人機參與了這襲擊，而 GeoConfirmed 的分析相信有6-8架無人機，擊中了至少三艘船隻與兩架海上無人機。從影片中顯示马卡洛夫海军上将号巡防舰被損毀，是自從莫斯科號巡洋艦沉沒以後黑海艦隊的新旗艦。
在這次襲擊過後，俄方官員關了該市的閉路電視，並稱“他們為敵人提供探測該市的防禦系統的機會”，並禁止了船隻進出塞凡堡海灣。俄方指摘烏克蘭和英國籌備這襲擊，並稱該行動有“位於奧恰基夫的英國專家領導和執行”。他們也同時稱這群專家亦有份籌劃北溪爆炸事件。英國國防部回應指俄方不斷“大規模地塑造謊言”。
該襲擊過後，俄方有4天暫停了黑海谷物倡议，但貨船依舊從烏克蘭的港口離開。這事之前，烏方曾警告過俄方有機會退出該協議。
2023年9月13日，烏方再次在基地進行襲擊，損壞了2艘船隻。根據數名來源，烏方使用了暴风影导弹，因爲它們能夠攻擊遠離前綫的目標。專家從相片中知道俄軍的明斯克號大型登陸艦與B-237頓河畔羅斯托夫號潛艇 兩艘重船，都已被損壞至無法修復地步。
9月22日，烏方成功襲擊了位於塞凡堡的俄軍黑海艦隊總部。乌克兰国防部情报总局報告指該行動成功摧毀了該隊的軍事指揮，包括該艦隊的最高層官員。
根據烏軍報道，該襲擊在艦隊高層的一個會議期間發生，“導致34名官員喪命，包括黑海艦隊的指揮官”，也聲稱有超過100名服務人員因此而受傷。
襲擊三天後，俄方宣佈會拆除現有的黑海艦隊總部大樓。

### 各空軍基地
2022年8月9日，薩基空軍基地爆炸使一人去世，13人受傷。根據衛星相片，該襲擊摧毀了7架飛機，損壞了3架飛機。烏方當初否定了任何參與，但後來烏軍總司令扎盧日內承認是烏克蘭的攻擊。
10月1日，塞瓦斯托波爾國際機場發生爆炸，俄方的防空系統擊下了一架無人機。

### 防空系統
2023年8月23日，烏克蘭國防部情報總局發佈了一條影片，裏面顯示一支烏克蘭導彈擊中俄方的防空系統 S-400导弹，造成該系統完全毀壞，同時有數名俄軍人士遇難。

### 其他目標
2022年8月16-17日，烏軍聲稱在占科伊区的一座彈藥庫和變電站，進行了一些破壞行動，造成2人受傷。根據伊萬·費多羅夫，當地的俄方官員在爆炸之後進行了疏散，克里米亞的占領首腦謝爾蓋·阿克肖諾夫亦宣佈，在爆炸範圍的5公里内設立疏散區，估計共有大約2000人被疏散。
2022年10月27日，一家位於塞凡堡的發電廠受到了襲擊，導致微少損害，但沒有任何死傷。
2023年3月20日，烏克蘭國防部聲稱烏方在占科伊，擊中了一架俄方運送Kalibr 導彈的火車，也同時損壞了附近的鐵路系統。謝爾蓋·阿克肖諾夫肯定了該襲擊，並稱發動了該區的防空系統。俄方也有聲稱該襲擊是針對平民目標，並指當地官員已經在該襲擊後宣佈了緊急狀態。
2023年4月29日，烏方攻擊了一家位於塞凡堡的油煉厰。該市的市長稱，該襲擊之後的火覆蓋了超過1000平方米，並有影片作證。烏軍警告，這攻擊只是未來春季反攻的序幕。